# (4156) Okadanoboru
(4156) Okadanoboru est un astéroïde de la ceinture principale.

## Description
(4156) Okadanoboru est un astéroïde de la ceinture principale. Il fut découvert le 16 janvier 1988 à Chiyoda par Takuo Kojima. Il présente une orbite caractérisée par un demi-grand axe de 2,70 UA, une excentricité de 0,19 et une inclinaison de 14,3° par rapport à l'écliptique.

## Compléments